# Marcantonio Barbarigo
Marcantonio Barbarigo (ur. 6 marca 1640 w Wenecji, zm. 26 maja 1706 w Montefiascone) – włoski kardynał.

## Życiorys
Urodził się 6 marca 1640 roku w Wenecji, jako syn Antonia Barbarigo i Agnesii Falier. Studiował na Uniwersytecie Padewskim, gdzie uzyskał doktorat utroque iure. 6 czerwca 1678 roku został wybrany arcybiskupem Korfu, a dwadzieścia dni później przyjął sakrę. 2 września 1686 roku został kreowany kardynałem prezbiterem i otrzymał kościół tytularny Santa Susanna. Rok później został przeniesiony do diecezji Montefiascone, zostając arcybiskupem ad personam. Zmarł 26 maja 1706 roku w Montefiascone.